# Fúsi
Fúsi (Engels: Virgin Mountain) is een IJslands-Deense film uit 2015, geschreven en geregisseerd door Dagur Kári. De film ging op 9 februari in première op het Internationaal filmfestival van Berlijn.

## Verhaal
Fúsi is een zwaarlijvige 43-jarige man die nog steeds bij zijn moeder woont en nog nooit een vriendin heeft gehad. Hij leeft een eentonig routineus leven en werkt als bagagebehandelaar in de luchthaven. Het enige dat hem interesseert is de Tweede Wereldoorlog waarbij hij met modelbouwtanks en soldaten veldslagen reconstrueert. Op een dag krijgt hij danslessen cadeau waardoor hij op de dansschool Sjöfn ontmoet, een gelijkgezinde eenzame ziel die diepe psychologische wonden met zich mee draagt. Fúsi besluit om hun beide levens in handen te nemen, niet eenvoudig voor een man met een beperkte horizon maar een groot hart.

## Rolverdeling
| Acteur                   | Personage |
| ------------------------ | --------- |
| Gunnar Jónsson           | Fúsi      |
| Ilmur Kristjánsdóttir    | Sjöfn     |
| Sigurjón Kjartansson     | Mordur    |
| Franziska Una Dagsdóttir | Fjola     |
| Arnar Jónsson            | Rolf      |
| Thórir Saemundsson       | Elvar     |
| Ari Matthíasson          | Bodvar    |
| Fridrik Fridriksson      | Fridrik   |
| Ingunn Jensdóttir        | Svana     |

## Productie
De film won verschillende prijzen, onder andere op de filmfestivals van Tribeca, Caïro en Valladolid en de belangrijke Scandinavische Filmprijs van de Noordse Raad.

## Prijzen en nominaties
De belangrijkste:
| Jaar | Prijs                                 | Categorie                          | Genomineerde(n) | Uitslag  |
| ---- | ------------------------------------- | ---------------------------------- | --------------- | -------- |
| 2015 | Filmprijs van de Noordse Raad         | Beste film                         | Dagur Kári      | Gewonnen |
| 2015 | Internationaal filmfestival van Caïro | Zilveren Pyramide voor beste regie | Dagur Kári      | Gewonnen |